# 알렉산데르 이사크
알렉산데르 이사크(스웨덴어: Alexander Isak, 1999년 9월 21일 ~ )는 잉글랜드 프리미어리그의 뉴캐슬 유나이티드에서 공격수로 활약하고 있는 스웨덴의 축구 선수로 에리트레아 혈통이기도 하며 2000년대 이후 팀의 주전 스트라이커들이 주로 다는  14번을 달고 있다.

## 선수 경력

### 클럽
2016년 AIK 포트볼에서 선수 생활을 시작한 후 공식전 29경기 13골로 팀의 알스벤스칸 준우승에 기여하며 이달의 선수상(9월)과 올해의 신인상을 싹쓸이한 뒤 2016-17 시즌을 앞두고 한화 약 122억원의 이적료에 독일 분데스리가의 명문 구단인 보루시아 도르트문트로 이적하여 2군에서는 12경기 5골을 기록했고 1군에서는 13경기 1골에 그쳤지만 팀의 2016-17 시즌 DFB-포칼 우승을 맛보았다.
그리고 2018-19 시즌 중반쯤 네덜란드 에레디비시의 빌럼 II 틸뷔르흐로 임대 이적하여 18경기 14골의 폭발적인 득점력을 과시하며 KNVB 베커르 준우승에 기여했고 2018-19 시즌을 마친 뒤 약 15억원의 이적료(1주일당 약 3040만원)에 스페인 라리가의 레알 소시에다드로 이적 후 2019-20 시즌 코파 델 레이에서 7골로 득점왕에 오르며 팀의 33년만의 통산 3번째 코파 델 레이 우승을 이끄는 등 2022-23 시즌 초반까지 공식전 133경기 44골을 터뜨렸다.
그리고 2022-23 시즌 초반 무렵 잉글랜드 프리미어리그의 뉴캐슬 유나이티드로 이적한 후 공식전 27경기 10골을 터뜨리며 2003-04 시즌 이후 20년만의 UCL 진출, 1975-76 시즌 이후 37년만의 EFL컵 준우승 등에 기여했다.
그 뒤 2023-24 시즌에서는 공식전 40경기 25골을 터뜨렸고 특히 프리미어리그 2023-24에서 30경기 21골로 리그 득점 랭킹 3위에 이름을 올리는 등 현재까지도 뉴캐슬 유나이티드의 에이스로 맹활약하고 있다.

### 국가대표팀
2017년 1월 만 17세의 나이에 코트디부아르와 슬로바키아와의 친선 경기를 앞두고 스웨덴 성인대표팀에 합류하여 1월 8일 열린 코트디부아르와의 친선 경기에서 후반 17분 페르 프릭과의 교체 투입을 통해 국제 A매치 데뷔전을 치렀고 4일 후에 열린 슬로바키아와의 친선 경기에서 A매치 데뷔골을 신고했다.
이후 UEFA 유로 2020 본선 엔트리에 합류하여 4경기에서 주전 미드필더로 활약했으나 팀은 16강전에서 우크라이나에 1-2로 석패하면서 우크라이나의 15년만의 메이저 대회 8강 진출의 희생양이 되었다.

## 대회 성적

### 클럽
AIK 포트볼
- 알스벤스칸 : 준우승 (2016)

 보루시아 도르트문트
- DFB-포칼 : 우승 (2016-17)

 빌럼 II 틸뷔르흐
- KNVB 베커르 : 준우승 (2018-19)

 레알 소시에다드
- 코파 델 레이 : 우승 (2019-20)

 뉴캐슬 유나이티드
- 프리미어리그 : 4위 (2022-23)
- EFL컵 : 준우승 (2022-23)

### 개인
- 알스벤스칸 이달의 선수상 : 2016년 9월
- 알스벤스칸 올해의 신인상 : 2016
- 코파 델 레이 득점왕 : 2019-20 (7골)

## 경력 통계
| 클럽 | 시즌 | 소속리그   | 리그 | 리그 | 국내컵 | 국내컵 | UEFA | UEFA | 합계 | 합계 |
| 클럽 | 시즌 | 소속리그   | 출전 | 득점 | 출전   | 득점   | 출전 | 득점 | 출전 | 득점 |
| ---- | ---- | ---------- | ---- | ---- | ------ | ------ | ---- | ---- | ---- | ---- |
| AIK  | 2016 | 알스벤스칸 | 24   | 10   | 2      | 3      | 3    | 0    | 29   | 13   |
| 통산 | 통산 | 통산       | 24   | 10   | 2      | 3      | 3    | 0    | 29   | 13   |